# Rotach (rivière)
La Rotach est une rivière allemande puis autrichienne de 17 km de long qui coule dans les Länder de Bavière et du Vorarlberg. Elle est un affluent de la Bregenzer Ach et donc un sous-affluent du Rhin.